# Milchfieber

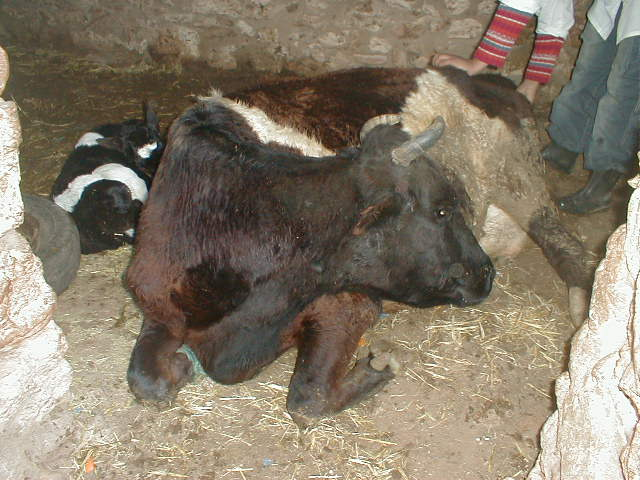
Milchfieber: Festliegen in der Brustlage mit dem Kopf an der Brustwand

Das Milchfieber – auch Festliegen, Gebärparese oder Kalbefieber – ist eine Krankheit bei Säugetieren, die um den Geburtszeitpunkt bei Muttertieren auftreten kann und durch einen verminderten Calciumgehalt des Blutserums (Hypokalzämie) verursacht wird. Sie unterscheidet sich damit grundlegend von dem beim Menschen zum Zeitpunkt des Milcheinschießens am 3. oder 4. Tag im Wochenbett auftretenden so genannten Milchfieber, welches durch einen Milchstau verursacht wird.

## Bedeutung
Diese Erkrankung hat eine besondere Bedeutung bei Rindern, Schafen und untergeordnet bei Hunden. In der heutigen Landwirtschaft stellt sie eine der häufigsten Erkrankungen der Milchviehwirtschaft dar. Aufgrund der immer höher steigenden Milchleistung der Einzelkuh steigt auch der Anteil der Rinder mit „Milchfieber“ rapide an. Als Faustregel kann dabei gelten: Je höher / größer die Milchproduktion, umso größer die Wahrscheinlichkeit eines Calciummangels.

## Ätiologie
Während der Trächtigkeit bzw. Schwangerschaft hat der Körper einen „normalen“ Bedarf an Calcium. Die notwendige Menge wird aus der Nahrung bzw. dem Futter aufgenommen. Bei der Laktation wird mit der Milch eine beträchtliche Menge Calcium abgeführt. Auch hierauf kann sich der Körper einstellen, indem ein größerer Anteil des Calciums aus der Nahrung aufgenommen wird. Die Aufnahme wird dabei hormonell über das Parathormon gesteuert und steht im engen Zusammenhang mit dem Phosphatstoffwechsel. Die Geburt der Frucht stellt einen Übergang zwischen beiden Stoffwechsellagen dar mit dem Problem, dass die Aufnahme an Calcium aus dem Futter noch nicht an die Abgabe in die Milch adaptiert ist. Dadurch kommt es zu einem plötzlichen Abfall des Calciumspiegels im Blut (freies Calcium).

## Klinische Symptome
Im Körper erfüllt Calcium verschiedene Funktionen. Eine davon liegt im Nervensystem bzw. in den Muskelzellen vor: Calcium ist notwendig, um Aktionspotentiale in Kontraktionen des Muskels zu vermitteln. Bei zu wenig Calcium lassen sich daher die Muskeln nicht mehr kontrahieren. Bei Tieren führt das letztlich dazu, dass die Tiere festliegen, d. h., sie nicht mehr zum Aufstehen zu bewegen sind. Bei andauerndem Calciummangel kommt es zwangsläufig zu einem Herzstillstand (das Herz besteht überwiegend aus Muskulatur) und damit zum Tode des Tieres.
Grundsätzlich unterscheidet sich die Symptomatik und der Verlauf bei Rindern und Hunden.
- Rinder: Typischer Zeitpunkt des Auftretens ist unmittelbar nach der Geburt bis etwa 2 Tage danach. Beginnend mit einem taumelnden Gang, Stolpern und Weggrätschen der Hinterextremitäten kommt es fortschreitend zum Unvermögen aufzustehen (Festliegen). Die klassische Form des Festliegens in der Brustlage mit dem Kopf an der Brustwand wird zunehmend durch diverse Lagevariationen mit wild um sich schlagendem Kopf ersetzt, was häufig ein Indiz für einen gleichzeitig vorhandenen Phosphatmangel ist. Die Tiere weisen initial eine erhöhte Pulsfrequenz (Tachykardie) und im Gegensatz zur Krankheitsbezeichnung Milchfieber ein Absinken der Körpertemperatur (Hypothermie) auf. Häufig ist das Allgemeinbefinden bzw. das Bewusstsein gestört bis hin zu völliger Apathie (Teilnahmslosigkeit). Mit fortschreitender Dauer sinken die Muskelkontraktionen und damit ebenfalls Herzfrequenz und Körpertemperatur extrem ab und führen bei etwa 75 % der Tiere ohne Behandlung innerhalb von Stunden zum Tod.
- Hunde: Vorwiegend betroffen sind vor allem Hündinnen kleiner bis mittelgroßer Rassen. Die Störung manifestiert sich im Gegensatz zum Rind häufig erst 1 bis 2 Wochen nach der Geburt. Beginnend mit leichtem Muskelzittern, Ängstlichkeit und zunehmend steifen Gang kann es fortschreitend zu Krämpfen kommen, welche dann ebenfalls zum Festliegen führen. Im Gegensatz zum Rind steigt die Körpertemperatur oft auf über 40 °C und das Bewusstsein ist nicht gestört. Teilweise ist die Kaumuskulatur gelähmt und die Tiere speicheln sehr stark. In schweren, nicht erkannten Fällen kann es außerdem zu einer Entmineralisierung der Knochen und einer Überfunktion der Nebenniere kommen.

## Vorbeugung
Zur Vorbeugung gegen die Krankheit kommen in der Milchproduktion verschiedene Verfahren zur Anwendung. In den letzten Jahren wurde versucht, mittels ca. 10 Tage vor dem errechneten Geburtstermin durchgeführter Vitamin D3-Injektionen den Calciumspiegel des Tieres zu erhöhen und  ein Abgleiten in den Mangelzustand zu verhindern, hier besteht aber ein enges Zeitfenster. Ein weiterer Ansatz besteht darin, dem Tier während eines längeren vorgeburtlichen Zeitraumes calciumarme Futtermittel zu verabreichen oder Zusatzfutter, die das Calcium binden und für die Verdauung unverwertbar machen, um die körpereigenen Calciummobilisationsmechanismen zu aktivieren. Diese so genannte Transitfütterung scheint sich bei exakter Anwendung (verschiedene Stufen über mindestens drei Wochen) zu bewähren. Weiterhin bewährt hat sich die orale Eingabe von Calciumpräparaten unmittelbar nach der Geburt bei besonders gefährdeten Tieren (= Kühe mit hoher Milchleistung). Es wird ebenso versucht, den Kaliumgehalt  in der Trockensteherration zu verringern, da Kalium den größten Einfluss auf den Säure-Basen-Haushalt des Tieres hat.

## Behandlung
Die Ursache der Erkrankung wurde erst in den 1930er- und 1940er-Jahren entdeckt. Bis dahin bestand die Therapie in der Insufflation (Einblasung) von Luft in das Euter des betroffenen Tieres. Der Erfolg der Methode war durch den erhöhten Druck im Euter bedingt, da hierdurch weniger Milch gebildet wurde und sich somit der Calciumverlust verringerte. Die derzeit gängige Therapie besteht im Auffüllen des Calciumspiegels des Blutes mittels Infusionen stark calciumhaltiger Lösungen. Je nach klinischem Bild wird auch Phosphor zugeführt.